# Pelargonium papilionaceum
Pelargonium papilionaceum är en näveväxtart som först beskrevs av Carl von Linné, och fick sitt nu gällande namn av L'her. och William Aiton. Pelargonium papilionaceum ingår i släktet pelargoner, och familjen näveväxter. Inga underarter finns listade i Catalogue of Life.